# Gustave Poppe
Gustave Poppe (Etterbeek, 21 agosto 1924 – ...) è stato un cestista belga.

## Carriera
Ha disputato sei partite ai Giochi della XIV Olimpiade, segnando 31 punti. Ha inoltre disputato il Campionato europeo 1947, segnando 48 punti in 7 partite.